# Alphonse Rivier
Alphonse Pierre Octave Rivier (* 9. November 1835 in Lausanne; † 21. Juli 1898 in Brüssel) war ein Schweizer Jurist und Rechtshistoriker. 
Er studierte in Berlin, wo er 1858 den juristischen Doktorgrad erwarb, und anschließend in Lausanne und Paris. Im Jahr 1862 habilitierte er sich an der Universität Berlin als Privatdozent und folgte 1863 einem Ruf als Professor an die Universität Bern. Vier Jahre später wechselte er an die Freie Universität Brüssel, wo er ab 1886 auch das Amt eines schweizerischen Generalkonsuls für Belgien bekleidete. Seine Werke behandelten vor allem das römische Recht und das Völkerrecht.
Von 1878 bis 1885 gab Rivier sechs Bände des Jahrbuchs des Institut de Droit international (Institut für Völkerrecht) heraus, dessen Generalsekretär er von 1878 bis 1887 war. In denselben Jahren war er Chefredakteur der Revue de droit international. Auch lieferte er zahlreiche Beiträge zu juristischen Zeitschriften und Sammelwerken. Sein Nachfolger an der Universität Brüssel wurde nach seinem Tod Ernest Nys.
1873 wurde er als assoziiertes Mitglied in die Académie royale des Sciences, des Lettres et des Beaux-Arts de Belgique aufgenommen.

## Werke (Auswahl)
- De discrimine quod inter regulam catonianam et eam quae lege 29 de R. J. continetur juris antiqui regulam interest. Berlin, Schade, 1858.
- Untersuchungen über die cautio praedibus praediisque. Berlin, Springer, 1863.
- Le Royaume de Danemark et les Duchés-Unis. 1864.
- Introduction historique au droit romain. Manuel-programme pour sevoir aux cours universitaires et à l’étude privée.  Brüssel, 1871, 2. Aufl. G. Mayolez, 1881.
- Traité élémentaire des successions à cause de mort en droit romain. Brüssel, 1878.
- Claude Chansonnette, jurisconsulte messin, et ses lettres inédites. Brüssel Hayez, 1878.
- Éléments de droit international privé, franz. Bearbeitung des holländischen Werkes von Tobias Asser. Paris, 1884.
- Introduction au droit des gens. (Gemeinsam mit Franz von Holtzendorff). Brüssel u. Hamburg, 1888.
- Programme d’un cours du droit des gens. Brüssel, 1889.
- Principes du droit des gens. Paris: Rousseau, 1889; deutsche Ausgabe: Lehrbuch des Völkerrechts. Stuttgart, 1889 (Digitalisat)